# Zameioscirpus muticus
Zameioscirpus muticus là loài thực vật có hoa trong họ Cói. Loài này được Dhooge & Goetgh. mô tả khoa học đầu tiên năm 2004.